# 博尔戈圣弥额尔堂

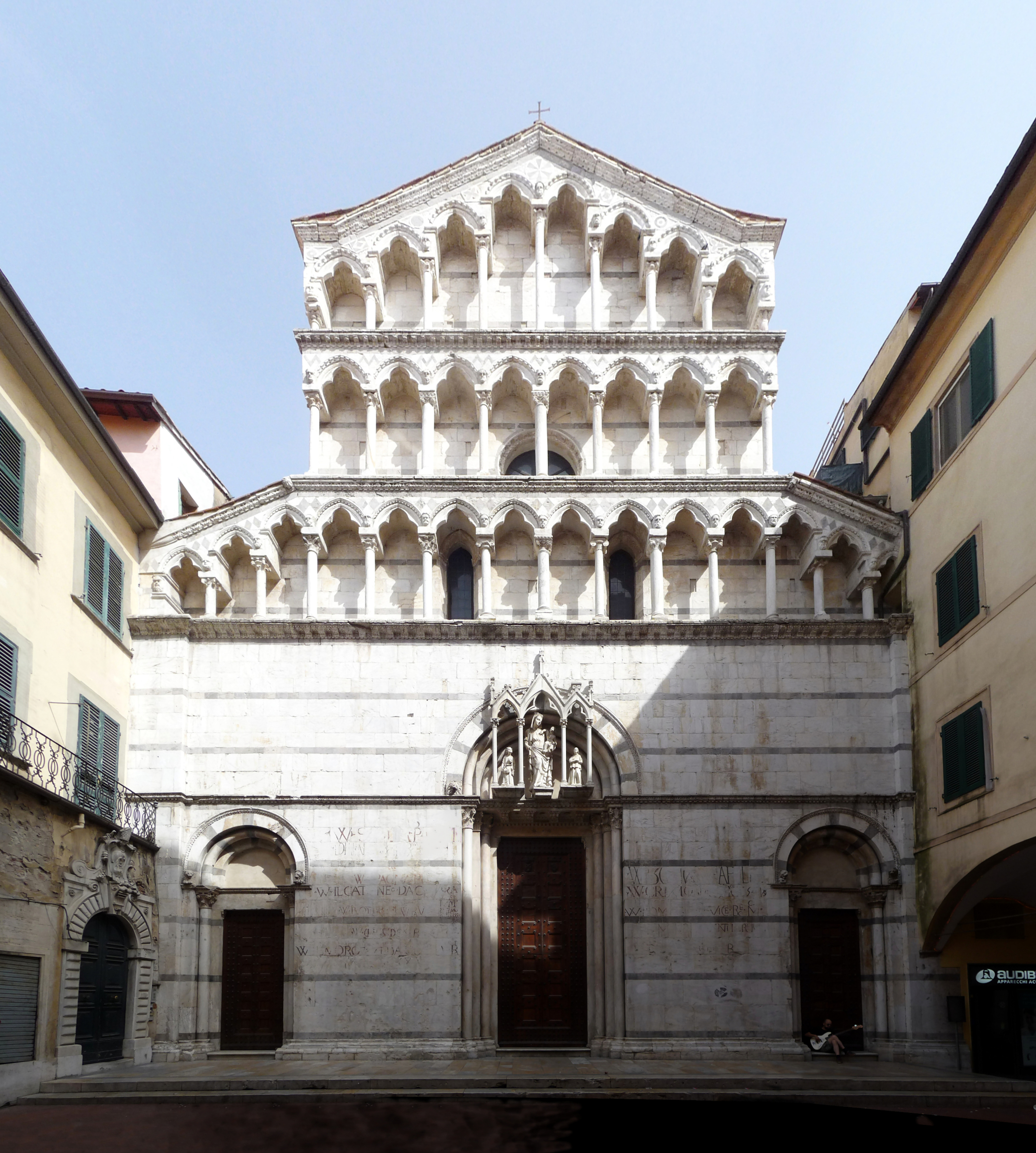

博尔戈圣弥额尔堂（San Michele in Borgo）是意大利比萨的一座罗马天主教教堂。

## 历史
教堂与修道院（最初属于本笃会）均建于10世纪末到11世纪初，位于城墙外，一座供奉玛尔斯的古代神庙原址上。 此后教堂与修道院都曾数次改建。 
立面建于14世纪。上部有三层典型的比萨哥特式柱廊。内部庄重，有一个中殿和两个走道，藏有尼诺·皮萨诺的十架苦像（14世纪），以及13世纪的壁画遗迹。地下室可能是是一个旧教堂的遗迹。